# Sclerurus
Genre
Le genre Sclerurus regroupe sept espèces de passereaux appartenant à la famille des Furnariidae.

## Liste des espèces
D'après la classification de référence (version 14.1, 2024) du Congrès ornithologique international (ordre phylogénique) :
- Sclerurus mexicanus – Sclérure à gorge rousse
- Sclerurus obscurior – Sclérure obscur
- Sclerurus rufigularis – Sclérure à bec court
- Sclerurus albigularis – Sclérure à gorge grise
- Sclerurus caudacutus – Sclérure des ombres
- Sclerurus scansor – Sclérure à poitrine rousse
- Sclerurus guatemalensis – Sclérure écaillé